# Diocesi di Gweru
La diocesi di Gweru (in latino Dioecesis Gueruensis) è una sede della Chiesa cattolica in Zimbabwe suffraganea dell'arcidiocesi di Bulawayo. Nel 2021 contava 459.450 battezzati su 2.696.600 abitanti. È retta dal vescovo Rudolf Nyandoro.

## Territorio
La diocesi comprende i distretti di Gweru, Chirumhanzu, Kwekwe, Mberengwa, Shurugwi e Zvishavane nella provincia delle Midland in Zimbabwe.
Sede vescovile è la città di Gweru, dove si trova la cattedrale di Santa Teresa.
Il territorio è suddiviso in 38 parrocchie.

## Storia
La prefettura apostolica di Fort Victoria fu eretta il 14 novembre 1946 ed affidata ai missionari della Società delle missioni estere di Bethlehem in Svizzera.
Il 24 giugno 1950 la prefettura apostolica fu elevata a vicariato apostolico con la bolla In Arcis Victoriae di papa Pio XII.
Il 2 febbraio 1953 cedette una porzione del suo territorio a vantaggio dell'erezione della prefettura apostolica di Umtali (oggi diocesi di Mutare).
Il 2 luglio 1954, con la lettera apostolica Viam salutis, lo stesso papa Pio XII confermò la Beata Maria Vergine, invocata con il titolo di "Aiuto dei cristiani", patrona principale del vicariato apostolico.
Il 1º gennaio 1955 per effetto della bolla Quod Christus di papa Pio XII il vicariato apostolico fu elevato a diocesi e assunse il nome di diocesi di Gwelo. Originariamente era suffraganea dell'arcidiocesi di Salisbury (oggi arcidiocesi di Harare).
Il 25 giugno 1982 ha assunto il nome attuale.
Il 10 giugno 1994 è entrata a far parte della provincia ecclesiastica di Bulawayo.
Il 9 febbraio 1999 ha ceduto un'altra porzione di territorio a vantaggio dell'erezione della diocesi di Masvingo.

## Cronotassi dei vescovi
Si omettono i periodi di sede vacante non superiori ai 2 anni o non storicamente accertati.
- Alois Haene, S.M.B. † (28 marzo 1947 - 3 febbraio 1977 dimesso)
- Tobias Wunganayi Chiginya † (30 aprile 1977 - 14 gennaio 1987 deceduto)
- Francis Xavier Mugadzi † (25 ottobre 1988 - 6 febbraio 2004 deceduto)
  - Sede vacante (2004-2006)
- Martin Munyanyi † (11 maggio 2006 - 28 aprile 2012 dimesso)[2]
- Xavier Johnsai Munyongani † (15 giugno 2013 - 15 ottobre 2017 deceduto)
  - Sede vacante (2017-2020)[2]
- Rudolf Nyandoro, dall'11 settembre 2020

## Statistiche
La diocesi nel 2021 su una popolazione di 2.696.600 persone contava 459.450 battezzati, corrispondenti al 17,0% del totale.
| anno | popolazione | popolazione | popolazione | presbiteri | presbiteri | presbiteri | presbiteri                | diaconi | religiosi | religiosi | parrocchie |
| anno | battezzati  | totale      | %           | numero     | secolari   | regolari   | battezzati per presbitero | diaconi | uomini    | donne     | parrocchie |
| ---- | ----------- | ----------- | ----------- | ---------- | ---------- | ---------- | ------------------------- | ------- | --------- | --------- | ---------- |
| 1950 | 27.937      | 600.000     | 4,7         | 30         | 30         |            | 931                       |         |           | 42        | 33         |
| 1970 | 162.804     | 1.287.634   | 12,6        | 90         | 12         | 78         | 1.808                     |         | 137       | 197       | 14         |
| 1980 | 210.000     | 1.809.000   | 11,6        | 80         | 13         | 67         | 2.625                     |         | 103       | 183       |            |
| 1990 | 265.215     | 2.265.000   | 11,7        | 74         | 25         | 49         | 3.583                     |         | 83        | 223       | 43         |
| 1999 | 196.000     | 1.525.000   | 12,9        | 35         | 21         | 14         | 5.600                     |         | 45        | 136       | 17         |
| 2000 | 134.000     | 1.521.000   | 8,8         | 39         | 23         | 16         | 3.435                     |         | 43        | 127       | 49         |
| 2001 | 187.720     | 2.000.000   | 9,4         | 42         | 24         | 18         | 4.469                     |         | 68        | 122       | 25         |
| 2002 | 191.174     | 2.112.933   | 9,0         | 40         | 24         | 16         | 4.779                     |         | 56        | 152       | 25         |
| 2003 | 195.087     | 2.220.685   | 8,8         | 40         | 26         | 14         | 4.877                     |         | 56        | 188       | 25         |
| 2004 | 196.999     | 2.109.650   | 9,3         | 39         | 25         | 14         | 5.051                     |         | 65        | 176       | 27         |
| 2006 | 198.000     | 2.124.990   | 9,3         | 43         | 29         | 14         | 4.604                     |         | 58        | 153       | 30         |
| 2007 | 199.000     | 2.136.000   | 9,3         | 40         | 30         | 10         | 4.975                     | 2       | 53        | 144       | 31         |
| 2013 | 421.000     | 2.281.000   | 18,5        | 53         | 46         | 7          | 7.943                     |         | 41        | 174       | 32         |
| 2016 | 443.500     | 2.428.000   | 18,3        | 55         | 48         | 7          | 8.063                     |         | 44        | 200       | 33         |
| 2019 | 440.130     | 2.586.540   | 17,0        | 54         | 48         | 6          | 8.150                     |         | 40        | 173       | 36         |
| 2021 | 459.450     | 2.696.600   | 17,0        | 61         | 55         | 6          | 7.531                     |         | 50        | 287       | 38         |